# August von Platen-Hallermünde
Il conte August Karl Maximilian Georg Graf von Platen-Hallermünde (Ansbach, 24 ottobre 1796 – Siracusa, 5 dicembre 1835) è stato un poeta e drammaturgo tedesco.

## Biografia
Ufficiale per tradizione familiare, riconobbe presto la propria vocazione letteraria, cui si dedicò con fervore quasi religioso. 
Nel 1824 fu a Venezia e nel 1826, affascinato dall'ideale classico, lasciò la Germania per l'Italia. 

A Napoli ebbe modo di conoscere Giacomo Leopardi di cui scrisse (Diario, 5 settembre 1834): «… conoscendolo più da vicino, scompare quanto vi è di più disaggradevole nel suo esteriore, e la finezza della sua educazione classica e la cordialità del suo fare dispongon l'animo in suo favore. Io lo visitai spesso».

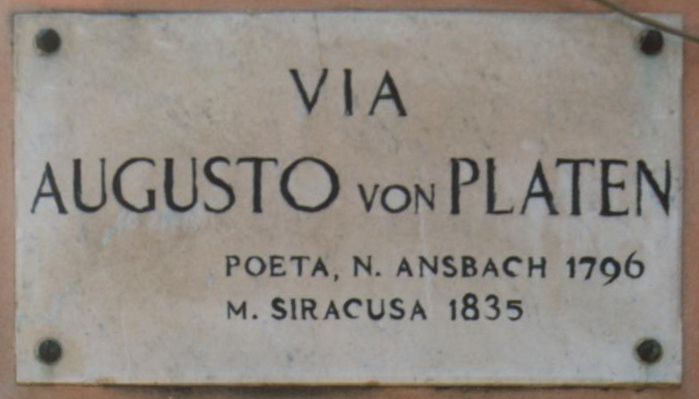
Targa stradale della via dedicata a Platen a Siracusa

August von Platen-Hallermünde, di cui Goethe aveva intuito la grandezza, riversò l'inquietudine tutta nordica del suo animo in opere poetiche raffinate e sapienti, costrette in forme classiche (odi, sonetti, ecc.) e in versi sontuosi di struggente bellezza. Nelle commedie esplicò una meno felice vena satirica, polemicamente diretta contro la cultura germanica contemporanea. 
Nel 1835 Platen sfuggì dal colera da Napoli recandosi a Palermo e poi a Siracusa, dove voleva trascorrere l'inverno per dedicarsi agli studi di storia. 

A siracusa , affetto da alcolismo, soffrì di una colica che lui stesso interpretò come un sintomo del colera. August von Platen-Hallermünde morì all'età di 39 anni, forse a causa di un eccessivo uso di farmaci, in una locanda al numero 5 di via Amalfitania nell'Isola di Ortigia.
Il marchese Mario Landolina, che lo ospitava a Siracusa, lo fece seppellire nel giardino della sua villa, poiché in Sicilia non c'erano cimiteri protestanti.

Venne poi eretta una tomba e alcune lapidi commemorative sotto la spinta di Mario Landolina (figlio di Saverio) che aveva sostenuto il poeta durante la visita a Siracusa. 
Per onorare il poeta nel 1852 venne l'arciduca Massimiliano I del Messico. L'anno successivo fu la volta di Massimiliano II di Baviera. Nel 1869 un comitato di patrioti tedeschi promosse una sottoscrizione per una tomba degna della figura, l'attuale tomba presso la villa Landolina. Nel 1896 Guglielmo II di Germania lasciò una lapide in via Amalfitania, luogo dove morì.

## Platen e Mann

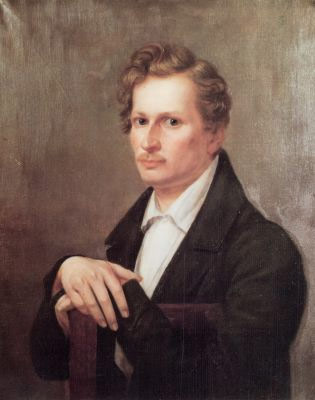
August von Platen-Hallermünde ritratto da Johann Moritz Rugendas verso il 1830

Thomas Mann si basò in parte su Platen per la creazione del suo personaggio di Gustav von Aschenbach del racconto La morte a Venezia. Il nome stesso del personaggio contiene vaghe allusioni a Platen: August riprende l'anagramma di Gustav, mentre Ansbach, il luogo di nascita di von Platen, richiama Aschenbach. Mentre Platen muore di colera in Italia, Ascenbach morirà verosimilmente di infarto sulla spiaggia dell'Hotel des Bains, contemplando per l'ultima volta Tadzio. Il parallelo diventa comunque esplicito nel saggio che Mann dedicò a Platen, nel 1930: in esso Mann attribuiva all'omosessualità di Platen la causa ultima della sua morte, proprio come avviene al personaggio del suo racconto:
(Thomas Mann, Augusto von Platen, p. 372.)
La lettura della vicenda ultima di Platen da parte di Mann in questo saggio, che ha avuto una fortuna critica notevole e ha condizionato la lettura di Platen da parte di noi contemporanei, è però forzata e deformata. Al punto che in essa si riconosce molto più una risposta alla lotta dello stesso Thomas Mann contro la propria omosessualità piuttosto che una valutazione serena e spassionata del modo in cui Platen visse la propria, cioè in modo assolutamente più solare e meno autodistruttivo di quanto non abbia fatto Mann, e con lui il personaggio del suo celeberrimo romanzo.

## Curiosità
- Fra le relazioni omosessuali di Platen spicca quella avuta in età giovanile, nel 1822, con Justus von Liebig, che sarebbe poi divenuto celebre per le sue scoperte nel campo della chimica.
- Nel proprio diario Platen utilizza esclusivamente la lingua francese per parlare dei suoi amori omosessuali.
- La tomba di Platen a Siracusa, nel cimitero protestante di Villa Landolina, è oggi all'interno dell'area del Museo archeologico.

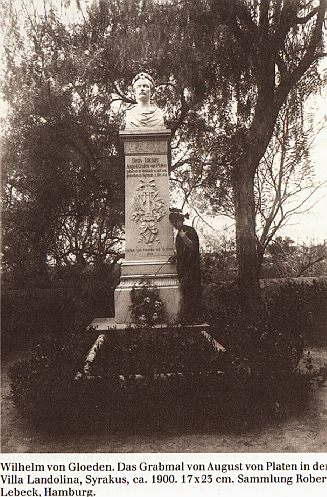
La tomba di Platen a Siracusa; foto di Wilhelm von Gloeden, 1900

## Opere
- Gesammelte Werke des Grafen August von Platen. In Einem Band. Mit des Verfassers Bildniß in Stahl und einem Facsimile seiner Handschrift. J. G. Cotta'scher Verlag, Stuttgart/Tübingen 1839 (copia digitale).

### Versi, odi e sonetti
- Ghaselen (1821; poesie ispirate dalle ghazal orientali)
- Spiegel des Hafis (1822; Lo specchio di Hafiz)
- Neue Ghaselen (1823)
- Sonette aus Venedig (1825; Sonetti veneziani)
- Vermischte Gedichte (1828; poesie varie, di cui esistono traduzioni parziali in diverse antologie)
- Der Pilgrim vor St. Just (1819; Il pellegrino davanti a Saint Just - ballata, tradotta di Giosuè Carducci)
- Das Grab im Busento (1820; La tomba nel Busento - ballata, tradotta di Giosuè Carducci)

### Commedie
- Der Schatz des Rhampsinit (1824; Il tesoro di Rampsinito)
- Die verhängnißvolle Gabel (1826;  La forchetta fatale)
- Der romantische Oedipus (1827-1828; L'Edipo romantico)

### Diario
Platen teneva i diari alternativamente in tedesco e in francese. Ne esistono pertanto due edizioni che traducono entrambe la parte che nell'originale è scritto nell'altra lingua:
- (DE)  August von Platen, Tagebücher, a cura di Rüdiger Görner, Zürich 1990.
- (FR)  August von Platen, Journaux: mémorandum de ma vie, 1813-1835, Editions de la différence, Paris 1995.